# Kisantant

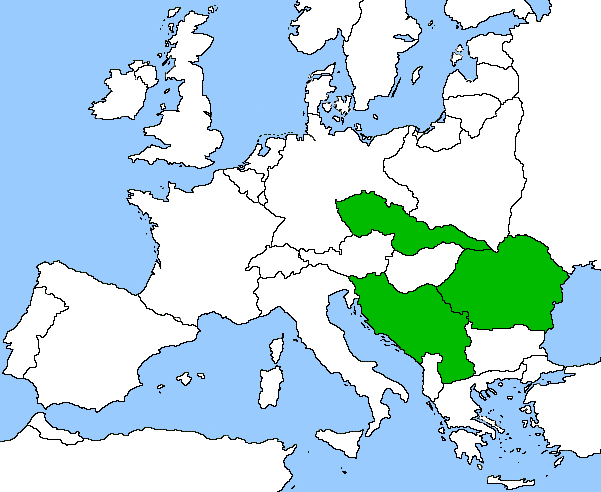
A kisantant tagállamai 1921 és 1938 között

A kisantant 1921 és 1938 között fennálló katonai és politikai szövetség volt Csehszlovákia, a Jugoszláv Királyság és a Román Királyság között. Nevét a Pesti Hírlap egyik munkatársától kapta, aki 1920 áprilisában írt cikkében „Apró-Antant” néven utalt rá. A szövetség főleg a Magyar Királyság és a magyar revíziós törekvések, illetve Habsburg-restauráció ellen jött létre, IV. Károly magyar király második visszatérési kísérlete után. A kisantant motorja Edvard Beneš volt, aki Csehszlovákia állandó külügyminisztereként igen sok energiát fektetett a szövetség létrehozásába és működtetésébe. A kisantant több alkalommal került politikai konfliktusba Magyarországgal, igyekezve minél jobban elszigetelni azt. Ilyen volt a Magyarország népszövetségi felvétele elleni tiltakozóakciójuk 1921-ben, vagy a népszövetségi kölcsön megakadályozására tett kísérletek 1923-ban. A nagy gazdasági világválság idején kísérlet történt a szövetség gazdaságivá történő átalakítására, ám ez teljes kudarcba fulladt. Ekkor kezdődött meg a kisantant felbomlása, ugyanis a katonai-politikai szövetségnek nem voltak gazdasági alapjai, így Adolf Hitler hatalomra jutása után a német tőke könnyedén befolyása alá vonhatta a Román Királyságot és a Jugoszláv Királyságot. Habár Beneš megpróbálta a szövetséget életben tartani, kísérletei rendre kudarcot vallottak, és a müncheni egyezmény után maga a szövetség is megszűnt létezni.

## Előzményei

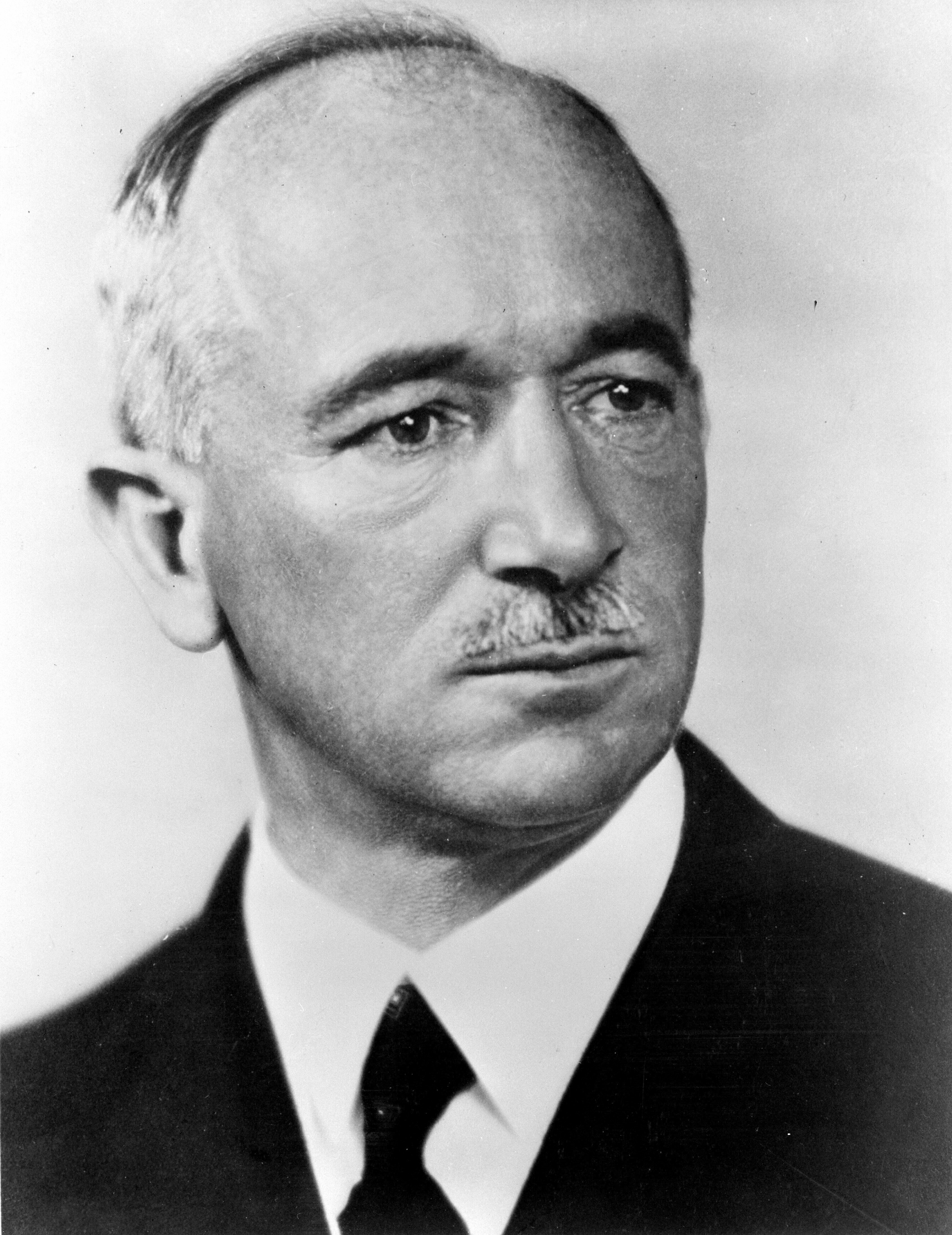
Edvard Beneš, Csehszlovákia külügyminisztere, a kisantant kezdeményezője

A kisantant létrehozásának gondolata egészen az első világháború idejére nyúlik vissza, amikor a cseh, délszláv, román és lengyel emigránsok igyekeztek összehangolni Osztrák–Magyar Monarchia-ellenes politikájukat. Az összefogás gondolatának egyik legfontosabb eseménye a Monarchia Elnyomott Népeinek Kongresszusa volt, amelyet 1918 áprilisában tartottak Romániában. Itt a nemzetiségek a Monarchia feldarabolása mellett foglaltak állást, a kis nemzetek összefogását hirdetve. Ez az elhatározás azonban nem jutott érvényre a világháború befejeződése után: mindegyik nemzetiség a maga államának létrehozásával foglalkozott, és riválisként tekintett a többiekre. Csak a francia csapatok tudták megakadályozni a Bánság miatti háborút Románia és Jugoszlávia között, a két rivalizáló fél szétválasztásával. Lengyelország és Csehszlovákia pedig háborút folytatott Teschen birtoklása miatt 1919 januárjában.
Mikor a magyar követség megjelent Versailles-ban 1920 januárjában, Beneš csehszlovák külügyminiszter megkereste a román és jugoszláv kormányt, hogy hangolják össze fellépésüket Magyarországgal szemben. A javaslat eredménye egy 1920 tavaszán kiadott memorandum lett, amelyben rögzítették követeléseiket, és válaszoltak a magyar kormány békefeltételekkel kapcsolatos beadványára. Ezután Beneš azt javasolta, hogy fűzzék szorosabbra a kapcsolatukat és kössenek egy szerződést, biztosítékként a magyar revíziós fenyegetés ellen. Ám ez a javaslata már nem járt sikerrel, és mind a román, mind a jugoszláv fél elutasította azt, arra hivatkozva, hogy nincs magyar veszély.
Ekkor történt egy éles irányváltás a francia külpolitikában, amely Beneš ötlete számára kedvezett. Az utódállamoknak kedvező Georges Clemenceau miniszterelnök kormánya elvesztette az 1920-as francia nemzetgyűlési választást és a helyére Alexandre Millerand került, aki be kívánta vonni Európa újjáépítésébe Ausztriát és Magyarországot is. Ennek jegyében titkos tárgyalásokat kezdtek a magyarokkal. A lengyel–szovjet háború miatt a franciák egy lengyel–magyar–román szövetséget akartak létrehozni, és gróf Teleki Pál miniszterelnök felajánlotta a franciáknak egy hadsereg felállítását a bolsevikellenes harchoz. Beneš tudott ezekről a tárgyalásokról, és tájékoztatta erről a románokat és a jugoszlávokat is, akik attól rettegtek, a magyar revíziós törekvéseket éppen Franciaország segítségével fogják végrehajtani.

## Létrejötte

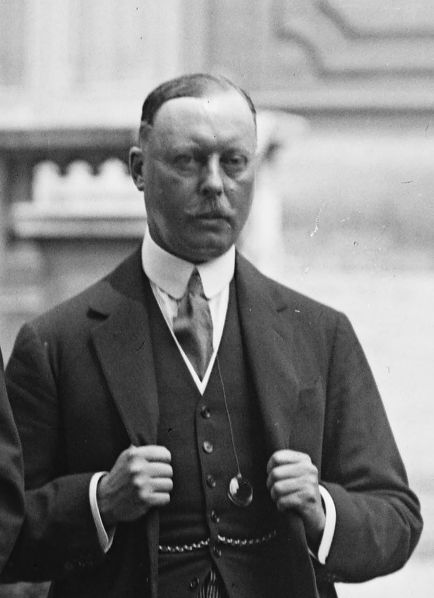
Philippe Berthelot francia diplomata

Beneš kezdeményezésére 1920 júliusától kezdve gyakoriak voltak az üzenetváltások Prága, Belgrád és Bukarest között. A korábban élesen elutasító állásponton lévő Jugoszlávia most siettetni kezdte egy szövetség létrehozását Magyarország ellen. 1920. augusztus 14-én írta alá Belgrádban a jugoszláv külügyminiszter és Beneš a csehszlovák–jugoszláv egyezményt, amelynek első pontja leszögezte, hogy ha bármelyik felet nem provokált támadás éri magyar részről, akkor a másikuk azonnal a segítségére siet.
Beneš ezután Bukarestbe utazott, ahová augusztus 17-én érkezett meg, hogy a románokat is rábeszélje egy hasonló szerződés megkötésére. A francia kormány azonban nem nézte jó szemmel a Magyarország elszigetelésére tett törekvéseket, ezért Millerand miniszterelnök Bukarestbe küldte Joseph Joffre marsallt, hogy beszélje le a románokat a szerződés elfogadásáról. Joffre küldetése sikerrel járt, és Take Ionescu román külügyminiszter nem fogadta el a felajánlott szerződést.
1920 őszén azonban gyökeres változás állt be Franciaország külpolitikájában, mivel Millerand miniszterelnökből köztársasági elnökké lépett elő, és a külügyminiszterének helyét Philippe Berthelot, Clemenceau volt külügyminisztere foglalta el. Ő teljes egészében a formálódó kisantant mellé állt, és elhatárolta magát a magyarbarát orientációtól. Berthelot mindent megtett a kisantant megerősítése érdekében, és megpróbálta Lengyelországot is bevonni a szövetségbe, ám ez végül sikertelennek bizonyult a csehszlovákokkal való ellentétek miatt. Románia mindezek ellenére nem módosította külpolitikai elképzeléseit, és továbbra sem kívánt csatlakozni a kisantanthoz. A változást IV. Károly király első visszatérési kísérlete hozta, aki március 26-án Szombathelyre érkezett, hogy visszatérhessen a trónra. A román vezetés megijedt a Habsburg-restauráció gondolatától, így Beneš intenzív diplomáciai tevékenységét követően 1921. április 23-án aláírt egy egyezményt Csehszlovákiával, majd június 7-én Jugoszláviával is. Ezzel megszületett a kisantant.

## Kísérletek Magyarország elszigetelésére

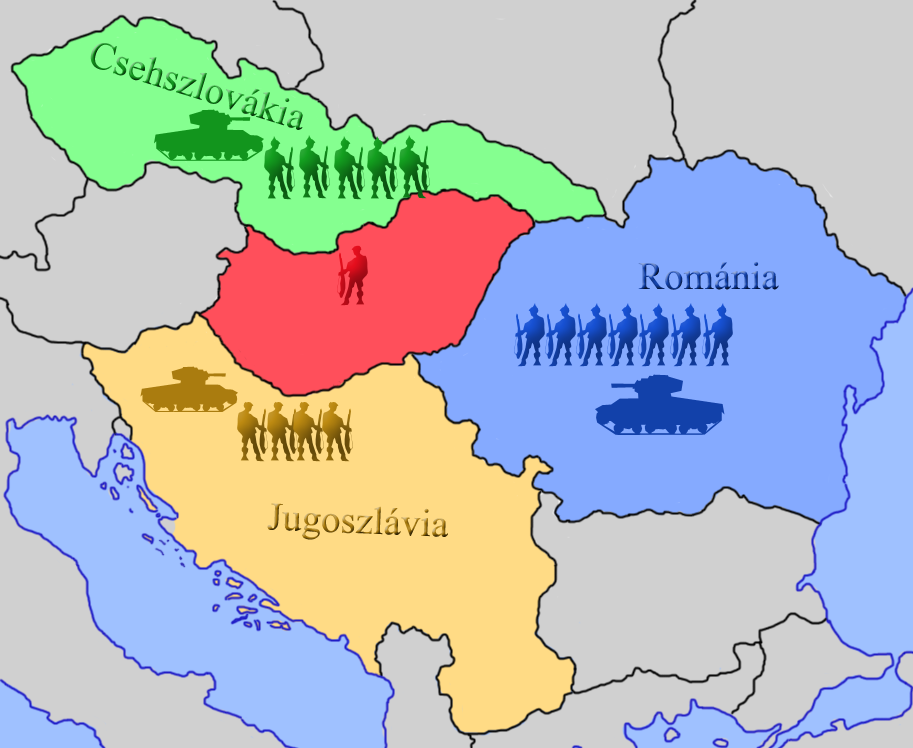
A térkép Magyarország és a kisantant haderejének nagyságát szemlélteti az 1920-as évek elején.

### Magyarország csatlakozása a Népszövetséghez
Megalakulása után a kisantant legfőbb célja az volt, hogy minél jobban elszigetelje Magyarországot mind katonai és politikai, mind gazdasági szempontból. Ennek érdekében közösen léptek fel, amikor Magyarország megpróbált az elszigeteltségből kilépni. Az első ilyen akcióra 1921. május 23-a után került sor, amikor Magyarország is kérte felvételét a Népszövetségbe. Magyarország számára ez a külpolitikai elszigeteltségből való kilépést jelentette volna, így minden követ megmozgattak, hogy késleltessék a „háborús bűnös” ország belépését. Ezt csupán 1922. szeptember 28-ig sikerült elhalasztaniuk, ekkor ugyanis a lengyel delegátus indítványára közfelkiáltással szavazták meg Magyarország felvételét a Népszövetség tagjai közé.

### Második királypuccs
A következő közös fellépésre IV. Károly király második visszatérése kapcsán került sor 1921 októberében. Bár Horthy Miklós kormányzó katonai erővel hiúsította meg a visszatérést, a kisantant követek tudatták vele, hogy bármilyen Habsburg-restaurációt casus belliként kezelnek. Csehszlovákia és Jugoszlávia részleges mozgósítással igyekezett nyomatékot adni ennek, ám Románia nem tette meg ezt a lépést. Beneš igyekezett a legerőteljesebb fellépés felé sarkallni a kisantantot (úgy mint háborús fenyegetések és ultimátumok) és sikerrel járt. A kisantant nyomására a nagyhatalmak arra kényszerítették Magyarországot, hogy törvényben mondják ki a Habsburg-ház trónfosztását.

### Népszövetségi kölcsön
A harmadik közös akció 1923 februárjában következett be, amikor Magyarország a Népszövetséghez fordult kölcsönért, hogy helyreállíthassa gazdaságát, valamint a Jóvátételi Bizottságot kérte arra, hogy engedélyezze a háborús jóvátétel fizetésének a felfüggesztését. Bethlen István magyar miniszterelnök 1923 tavaszán diplomáciai körúton vett részt a győztesek fővárosaiban: Londonban, Rómában és Párizsban. Az angol és olasz kormány támogatta a magyar elképzeléseket, míg a franciák és az egész kisantant egységesen visszautasította azt. Beneš mindent megtett a magyar törekvések elutasítása érdekében és ismételten sikerrel járt: 1923. május 4-én a Jóvátételi Bizottság 5:4 arányban leszavazta a magyar kérést a jóvátétel fizetésének felfüggesztéséről, ami pedig a kölcsön alapfeltétele lett volna.
Anglia azonban károsnak érezte a kisantant fellépését és mindhárom tagállamára komoly nyomást gyakorolt, hogy megváltoztassák álláspontjukat. Beneš 1923. május 10-én Londonba utazott, ahol az angol diplomaták tudtára adták, hogy Csehszlovákia csak az esetben számíthat az angol pénzügyi és politikai körök támogatására, ha a következő konferencián a kisantant pozitív döntést hoz a magyar kölcsön ügyében. Beneš kénytelen volt engedni, és az 1923. júliusi sinaiai konferencián a kisantant már hozzájárult a magyar kölcsönhöz. 1923 decemberében végül a Népszövetség is megszavazta a kölcsönt Magyarország számára. Bár nem sikerült meghiúsítani a kölcsönt főleg Anglia magyarbarát politikája miatt, a kisantant mégis jelentős győzelmet ért el, ugyanis a kölcsönfelvételről szóló jegyzőkönyvbe bekerült a három legfontosabb követelésük: Magyarország elismeri a trianoni békeszerződésben kijelölt határvonalakat, garantálja, hogy egyetlen Habsburg sem tér vissza a magyar trónra, és csökken az ellenségeskedés a kisantant és Magyarország között.

### Lord Rothermere cikke

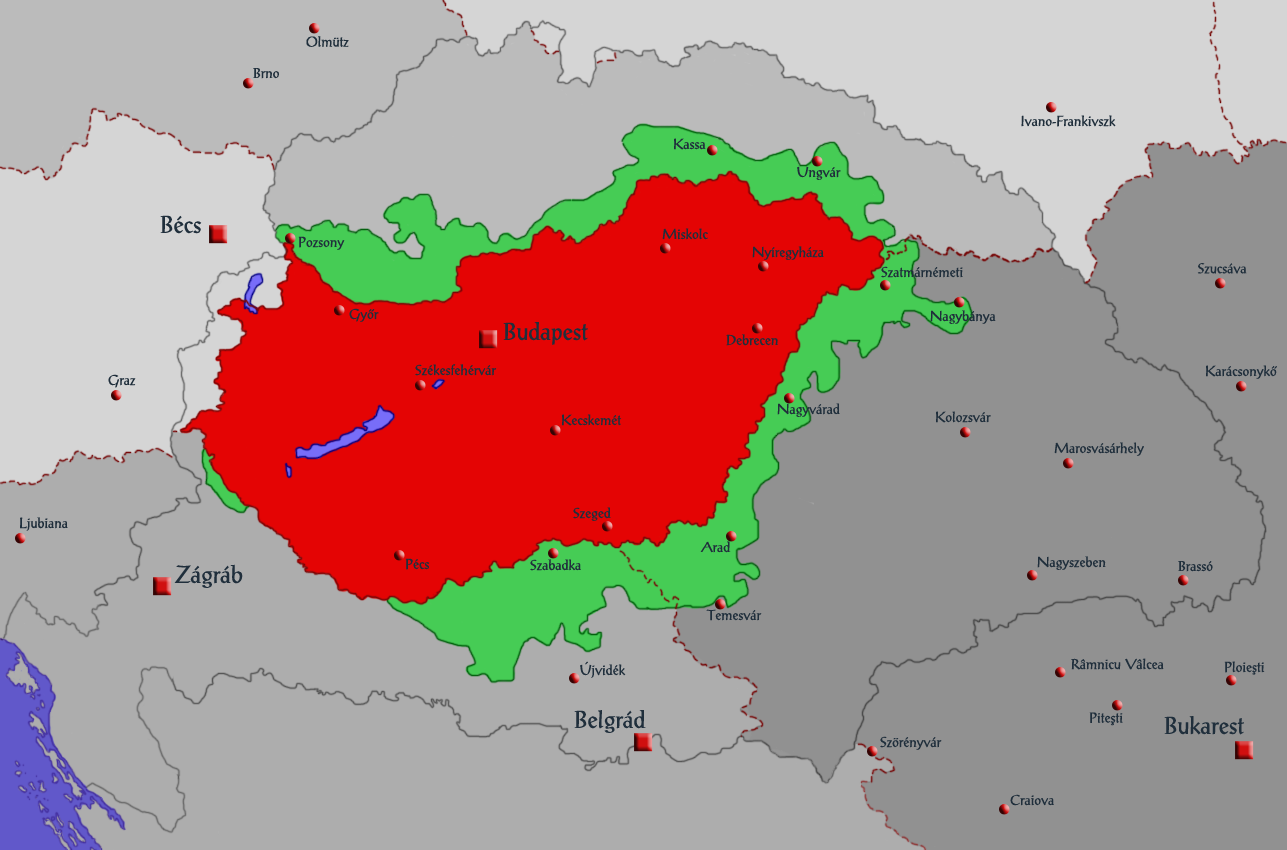
Lord Rothermere által visszacsatolásra javasolt területek (zölddel)

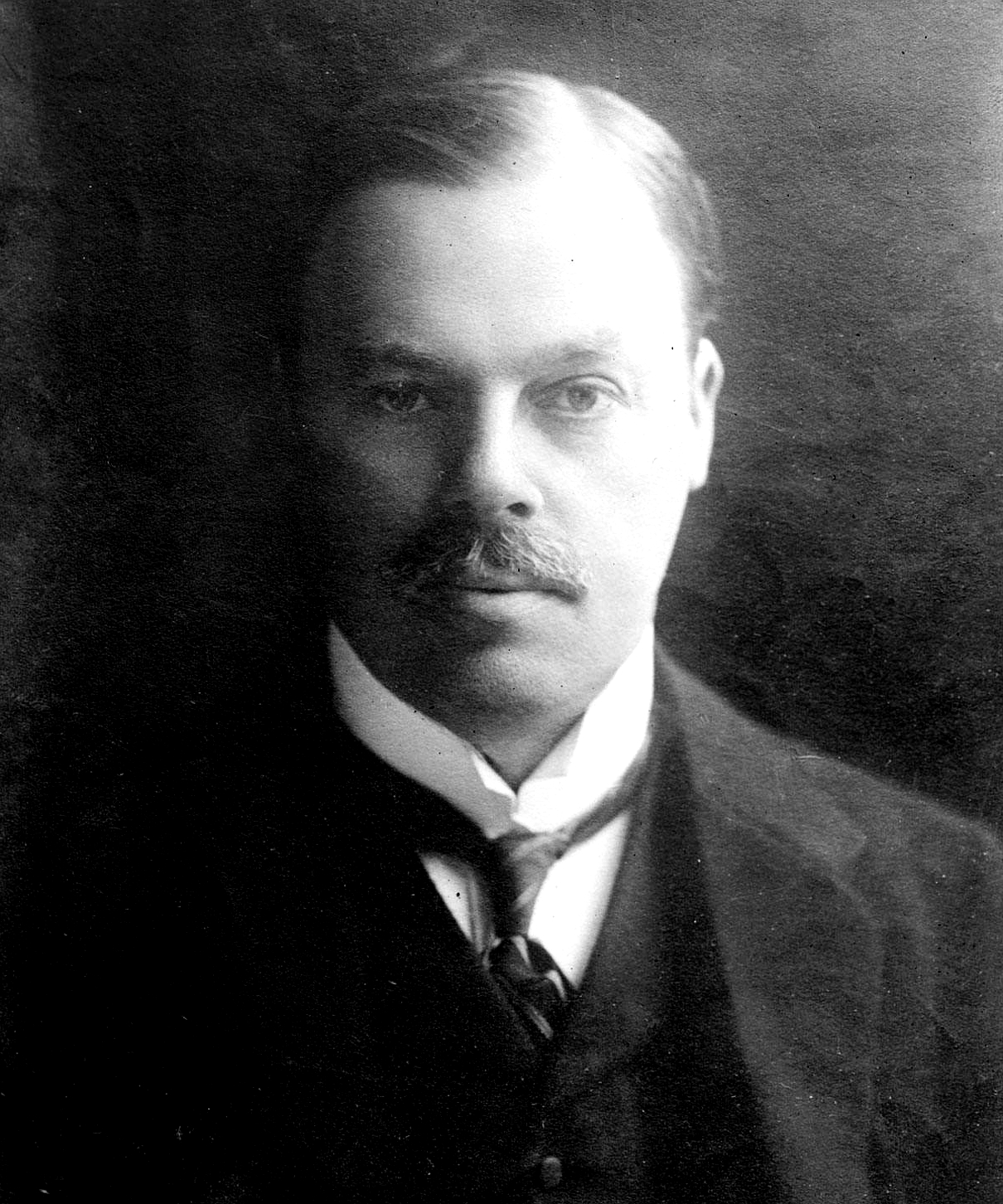
Lord Rothermere

Bár Magyarországnak sikerült az elszigeteltséget részben felszámolnia, a kisantant továbbra is igyekezett azt minél jobban elzárni. Ebben nagy segítségükre volt Franciaország támogatása, amely ország mindhárom kisantant tagországgal barátsági szerződést kötött 1924 és 1927 között. Céljainak megfelelően a kisantant következő akciójára 1927. június 27-e után került sor, amikor Lord Rothermere, a Daily Mail című újság tulajdonosa cikket írt, melyben síkra szállt a magyar határrevízió ügye mellett. Rothermere hosszasan fejtegette a revízió melletti érveket, és megoldási lehetőségként javasolta, hogy azok a bankok, amelyek a kisantant hitelezői, a kölcsönök visszatartásával vegyék rá őket az együttműködésre.
A kisantant válasza nem maradt el, és azonnal ellenpropagandát indítottak, támadások özönét zúdítva Magyarországra, Lord Rothermere-re és az angol külügyminisztériumra. Ez utóbbira azért, mert az angol külügyminisztérium hosszú ideig hallgatásba burkolódzott, így sokan arra következtettek, hogy Lord Rothermere a hivatalos angol álláspontot szivárogtatta ki. A kisantant propagandaakcióját Beneš vezette, aki azzal vádolta meg Rothermere-t, hogy veszélyezteti az európai békét. Ezután Rothermere és Beneš több levelet is váltottak, amelynek köszönhetően a magyar ügy újra és újra publicitást kapott a médiában. Rothermere még Csehszlovákia létjogosultságát is megkérdőjelezte, valamint támadta a kisantant kisebbségpolitikáját, így magyarázkodásra kényszerítette Benešt. Az ügy akkor ült el csupán, amikor az angol külügyminisztérium közölte, hogy Rothermere akciója magánjellegű, és nincs köze a tényleges angol külpolitikai irányvonalhoz.

## Gazdasági kisantant

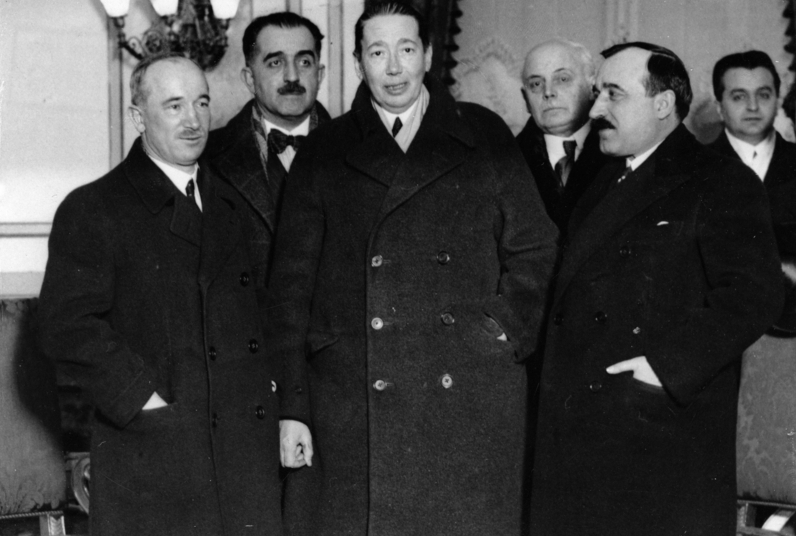
Beneš Titulescu román és Jevtić jugoszláv külügyminiszterekkel Belgrádban, 1932-ben

Az 1929-es nagy gazdasági világválság komolyan érintette Közép-Európa államait, mivel azok külföldi kölcsönökből állították talpra gazdaságukat az első világháború után. A válság így előbb elérte a pénzügyi életét ezen országoknak, majd onnan továbbgyűrűzött a termelőszférába is. A kisantant vezetői a szövetségen belül szerettek volna megoldást találni a problémákra, így hozzákezdtek a már korábban is tervezett gazdasági kisantant létrehozásához. Az 1930-as Csorba-tavi konferencián elfogadott gazdasági program alapján születtek meg a csehszlovák–jugoszláv és csehszlovák–román kereskedelmi szerződések, valamint Jugoszlávia és Románia megpróbált egy vámuniót létrehozni. Az alapkoncepció az volt, hogy az iparilag fejlett Csehszlovákia felvásárolja a két agrárország, Románia és Jugoszlávia agrártermékeit. A Csehszlovákiában működő agrárpárt azonban sikerrel elérte, hogy a hazai mezőgazdaság védelmében korlátozzák az agrárimportot. Ennek hatására Jugoszlávia és Románia inkább Németország és Olaszország piaca felé fordult.
A gazdasági válság politikai választ is szült: 1933-ig nem volt hivatalos vezető szerve a kisantantnak, hanem a három tagállam külügyminiszterei évente megrendezett konferencián tárgyalták meg az ügyeket. 1932. december 18-án azonban Beneš javaslatára a belgrádi konferencián elfogadták az Állandó Tanács és a Titkárság felállítását tett javaslatot. Az Állandó Tanács működését az 1933. február 14–15-i genfi konferencián szabályozták: ennek alapján a Tanácsnak a három külügyminiszter volt tagja, és évente legalább háromszor ülésezniük kellett, felváltva a három tagállam fővárosaiban, illetve évente legalább egy ülést Genfben. Továbbá a gazdasági érdekek összehangolása érdekében létrehozták a Gazdasági Tanácsot és határozatlan időre megújították a fennálló szerződéseiket.

## Hitler hatása
Adolf Hitlert 1933. január 30-án nevezték ki Németország kancellárjává, és ez a kisantant számára végzetes folyamatot indított el, amely során a szövetség lassan felbomlott. Ez 1934 tavaszán kezdődött el, amikor Jugoszlávia klíringegyezményt kötött Németországgal, hogy agrárfeleslegétől megszabadulhasson. Egy évre rá, 1935. március 23-án Berlinben, március 24-én pedig Bukarestben írták alá a német–román kereskedelmi szerződést. Németország vállalta, hogy az ipari kivitelének növelése ellenében a világpiaci árnál magasabban veszi meg a román és jugoszláv mezőgazdasági termékeket. Ezek a szerződések meghiúsították Beneš azon törekvését, hogy megóvja a kisantantot a német gazdasági törekvésektől. Németország így megnyerte a gazdasági csatát a térségben, és ez alapján kezdett bele a politikai függőség kialakításába. A német gazdasági befolyás növekedésével lett a kisantant egyre szétesettebb.
A német taktika remekül bevált, hiszen Jugoszlávia és Románia gazdasági elkötelezettsége hamarosan politikai síkon is megnyilvánult. A román politikusok a német gazdasági befolyásra hivatkozva azt hangoztatták, hogy jó viszonyt kell kiépíteni Németországgal. Bár kezdetben megosztottság jellemezte a román politikát a kérdésben, lassú eltolódás volt megfigyelhető a németbarát irányzat irányába. A romániai német befolyást mutatja az is, hogy mikor Milan Hodža 1936 januárjában egy közép-európai gazdasági szövetségre tett javaslatot, amelyből a németeket kihagyták volna, a német kormány gazdasági eszközökkel rá tudta venni Romániát, hogy ne fogadja el azt.
Hasonló folyamat játszódott le Jugoszláviában, amelynek Németország vált az elsődleges külkereskedelmi partnerévé 1935-re, míg Csehszlovákia csak a 4. helyet tudta megszerezni. A jugoszláv kereskedelmi politika arra az elvre épült, hogy az ország onnan fedezi importszükségleteit, ahová exportálni tud, ez pedig súlyos csapást jelentett a csehszlovák iparra.
A kisantant erejének csökkenését jól példázza az, hogy nem tudott egységesen fellépni a Rajna-vidék remilitarizálása ellen 1936-ban. Franciaország a be nem avatkozás mellett döntött, és a Népszövetség kivizsgálását, valamint Benešen keresztül a kisantant támogatását kérte az ügyben. A kisantant képviselői azonnal összeültek Genfben 1936. március 11-én, azonban Beneš kénytelen volt szembesülni a német gazdasági függőség okozta külpolitikai változásokkal. Így hamarosan vitába került Milan Stojadinović jugoszláv kormányfővel és Nicolae Titulescu román külügyminiszterrel, akik megakadályozták egy elítélő nyilatkozat kiadását.
Franciaország még beavatkozhatott volna a szövetség védelmében, ám a franciák csak biztonsági célokra használták a szövetséget, hogy Németországot a kétfrontos háború veszélyével elrettentsék akár a Rajna-vidék remilitarizálásától, akár a támadó háborútól más országok ellen.

## Megegyezés Magyarországgal
Miközben a kisantant három tagállamából kettő egyre inkább német befolyás alá került, addig Csehszlovákiára nyomasztóan hatott a németek egyre növekvő ereje. Beneš ezért minden tőle telhetőt megtett, hogy a szövetségbe új életet leheljen, és ennek része volt a Magyarországgal való viszony normalizálása is. Ezért megpróbálta rábírni a román és jugoszláv vezetést, hogy kezdjenek tárgyalásokba Magyarországgal. 1937 elején folytak is titkos jugoszláv–magyar tárgyalások, ám ez a folyamat megakadt az 1937. március 25-én megkötött olasz–jugoszláv szerződés hatására, amelyben a két ország kölcsönösen elismerte a másik fennálló határait. Ez a kisantant bomlásának egyik szembetűnő jele volt, hiszen az 1933-as szervezeti egyezményben világosan lefektették, hogy a tagok nem köthetnek hasonló szerződéseket a többi tagállam hozzájárulása nélkül. A kisantant felbomlásának lehetősége már a kortárs politikusok számára is elképzelhetőnek tűnt, ezt mutatta az is, hogy Olaszország nem sokkal ezután Romániát is megkereste egy hasonló szerződéssel kapcsolatban.
Az 1937 áprilisában tartott belgrádi konferencián a csehszlovák küldöttség újabb elkeseredett lépéseket tett a szövetség megmentése érdekében: jegyzőkönyvbe vetették, hogy a tagok Magyarországgal kötendő egyezmény előtt kötelesek értesíteni a többieket, mivel Beneš komolyan félt attól a lehetőségtől, hogy Jugoszlávia titokban külön egyezséget köt a magyarokkal. Ennek ellenére a csehszlovák küldöttség fontos célja volt, hogy normalizálódjon a szövetség viszonya Magyarországgal, hiszen a szudétanémetek ügye egyre jobban kiéleződött, és Beneš szerette volna legalább a déli határait biztonságban tudni. A kérdés ezért újra napirendre került az év májusában tartott genfi konferencián, ahol a küldöttek végül arra szavaztak, hogy üljenek tárgyalóasztalhoz a magyarokkal.
A tárgyalások első fordulójára az 1937. augusztus 30-án megnyitott sinaiai konferencián került sor, ahol Bárdossy László akkori bukaresti nagykövet külön-külön tárgyalt a kisantant küldötteivel. A magyar küldöttség három pontot fogalmazott meg a tárgyalások alatt: Magyarország fegyverkezési egyenjogúságának elismerése, megnemtámadási szerződés a kisantant tagállamaival és a magyar kisebbség kisebb problémáinak megoldása. Ez utóbbi azt mutatja, hogy a magyar kormány nem kívánt a kisantanttal, mint szövetséggel megegyezni, hiszen ez volt a legalkalmasabb kérdés arra, hogy a három tagállamot megosszák.
A magyar stratégia remekül bevált, hiszen 1937. szeptember 20-án kezdődő genfi tárgyalásokon Victor Antonescu, a román külügyminiszter közölte magyar társával, Kánya Kálmánnal, hogy a román kormány egyelőre nem tudja rendezni a magyar kisebbség helyzetét. A románok elutasító politikája így akadályt képezett bármilyen kisantant–magyar megegyezés útjában. A jugoszláv küldöttség már sokkal elfogadóbbnak bizonyult szeptember 21-én, míg szeptember 23-án Kamil Krofta csehszlovák külügyminiszter kijelentette, hogy ha a román fél miatt elakadnak a tárgyalások, akkor Csehszlovákia kész arra, hogy külön szerződésben egyezzen meg Magyarországgal. A bonyolult diplomáciai játékban így mindkét fél csapdába került, hiszen a magyar kormány a kisantant egységét akarta megbontani, ami sikerült is, ám csupán az az ország tett konkrét javaslatot, amellyel nem kívántak szerződést aláírni, így a tárgyalások 1937 őszén megakadtak, és majd csak 1938 tavaszán, az Anschluss után kezdődtek újra.
Igen komoly vita alakult ki nem csak a kisantant és Magyarország között, de a kisantant tagjai között is, akik hol Csehszlovákiával együtt, hol nélküle szerettek volna megegyezni. Végül sikerült megegyezésre jutni, és 1938. augusztus 29-én a felek aláírták a bledi egyezményt, amely biztosította Magyarország számára a fegyverkezési egyenjogúságot. Ezért cserébe a magyar vezetés lemondott az erőszakos határrevízióról.

## Felbomlása
A kisantant utolsó konferenciája Bledben volt, ugyanis Hitler hatalmi törekvéseinek részeként 1938 szeptemberétől olyan nyomás nehezedett Csehszlovákiára, hogy az ország területi integritása végveszélybe került. Két kisantant szövetségese, Románia és Jugoszlávia a Neville Chamberlain nevével fémjelzett megbékélési politika álláspontjára helyezkedett, és abban látták a konfliktus megoldását, ha Csehszlovákia területi engedményeket tesz Németország és Magyarország irányába. Így állhatott elő az a paradox helyzet, hogy a jugoszláv külügyminiszter Milan Stojadinović 1938. szeptember 29-én táviratot küldött Budapestre, amelyben támogatásáról biztosította a magyarokat a Csehszlovákiával szembeni területei követeléseikben. Időközben az ugyanezen napon megkötött müncheni egyezmény megpecsételte Csehszlovákia sorsát, amelyet a szövetségesei által cserben hagyott kormány október 1-jén el is fogadott. Beneš október 5-én emigrációba vonult, és október 7-én megalakult egy autonóm szlovák kormány, amely szövetségi állammá alakítottá át Csehszlovákiát, amit még az 1938. november 2-án megszületett első bécsi döntés tovább csonkolt. Románia és Jugoszlávia azon az állásponton volt, hogy ez az állam nem azonos azzal, amely aláírta a kisantant alapszerződéseit, így az 1938. november 4-én tartott bukaresti konferenciára sem hívták meg a csehszlovák diplomatákat. Ezzel végérvényesen felbomlott a kisantant.